# Una vita al massimo
Una vita al massimo (True Romance) è un film del 1993 diretto da Tony Scott e scritto da Quentin Tarantino.

## Trama
Clarence Worley è il commesso in un negozio di fumetti di Detroit, con la passione dei film di Kung Fu ed Elvis Presley. La sera del suo compleanno, Clarence va al cinema, dove incontra una bella ragazza, Alabama Whitman, con cui fa subito amicizia. Alla fine della proiezione cinematografica, i due vanno a mangiare una torta, si conoscono meglio e dunque fanno una fugace sortita al negozio di fumetti dove Clarence lavora. Qui, presi dall'euforia, i due hanno un rapporto sessuale.
Nel cuore della notte, Alabama se ne va e viene ritrovata da Clarence in lacrime. Alabama quindi gli rivela di essere una ragazza squillo, assoldata dal gestore del negozio di fumetti Lance, per fare un regalo di compleanno speciale a Clarence, e di essersi però innamorata di lui durante quella sera. Decisa ad abbandonare il mondo della prostituzione, nel quale era entrata da soli quattro giorni, Alabama si sposa con Clarence. Quest'ultimo è tormentato dal fatto che il protettore della sua donna, Drexl Spivey sia ancora in vita, nonostante i crimini di cui si è macchiato. Risoluto e consigliato da una sua ricorrente visione, il fantasma di Elvis, Clarence si arma e va a uccidere Drexl, con la scusa di andare a prendere gli effetti personali di Alabama.
Ucciso il protettore, Clarence fa prendere la roba della sua ragazza da un'altra prostituta, che sbaglia valigia dandogliene una contenente cocaina. Quando Alabama controlla la valigetta, scopre che questa contiene droga e non i suoi vestiti. Inizialmente spaventati e indecisi sul da farsi, i giovani pensano di approfittare dell'occasione per diventare ricchi.
Prima di mettersi in viaggio alla volta di Los Angeles, dove pensano di smerciare la cocaina sul mercato, la coppia passa dal padre di Clarence, l'ex poliziotto Clifford. Clarence gli chiede di controllare se la polizia lo sta cercando a causa dell'uccisione di Drexl; il padre controlla e scopre che il figlio non è nel mirino degli agenti, ma anche che uno dei soci di Drexl, Lil'Blue Boy, è un pezzo grosso della malavita di Detroit. Clarence parte alla volta della California, dove andrà a incontrare un amico di vecchia data, Dick, che tenta di far l'attore.
Sulle tracce di Clarence si mette anche la famiglia mafiosa dei Coccotti, capeggiata da Vincenzo, avvocato di Lil'Blue Boy. I mafiosi fanno visita alla roulotte del padre di Clarence. Clifford viene torturato dai criminali, ma non dice loro nulla riguardo Clarence e Alabama. Dopo aver insultato Vincenzo Coccotti, Clifford viene ucciso. Il sacrificio è stato vano, perché al frigorifero è appeso un bigliettino, sul quale sono riportati indirizzo e numero di telefono del luogo in cui Clarence è scappato.
Clarence giunge a casa di Dick e lo porta con sé al motel dove alloggia con Alabama: qui l'amico controlla la cocaina e decide di contattare una sua conoscenza nel campo del cinema, Elliot Blitzer. Clarence, Alabama e Dick si incontrano con Elliot quello stesso pomeriggio alle montagne russe. Clarence impone le sue condizioni a Elliot, che contatta il suo capo, il produttore Lee Donowitz, interessato ad acquistare a droga al prezzo vantaggioso che offre Clarence. Usando un linguaggio in codice, Lee e Clarence si danno appuntamento all'Ambassador Hotel di Los Angeles.
Rientrata da sola al motel, Alabama trova ad attenderla un perfido e sadico scagnozzo di Coccotti, Virgil, che la tortura per ottenere informazioni sul marito e sulla cocaina. Quando il mafioso sta per ucciderla, Alabama riesce a liberarsi e lo uccide. Clarence giunge al motel subito dopo, portando via con sé la moglie.
Intanto Elliot, in auto con una prostituta, viene multato per eccesso di velocità ed arrestato per possesso illegale di cocaina. Alla centrale di polizia, Nicky Dimes e Cody Nicholson, due poliziotti della squadra narcotici, notano il carattere insicuro dell'uomo e gli estorcono la storia che Clarence aveva inventato per giustificare il possesso della droga: ovvero che un poliziotto corrotto di un dipartimento di Los Angeles, ha rubato una partita di droga sequestrata, conservata per un anno e mezzo e che ora cerca di venderla ad un importante produttore di Hollywood, tramite un intermediario suo amico ovvero Clarence. I poliziotti inducono così Elliot a fare la spia per loro, spaventandolo su ciò che lo aspetterebbe in carcere.
Il mercoledì dell'incontro, la squadra narcotici prenota una stanza all'Ambassador e fa indossare ad Elliot un microfono. Clarence giunge all'hotel accompagnato da Alabama e Dick; ma anche i mafiosi giungono al luogo dello scambio, avendo minacciato Floyd, amico di Dick.
Clarence entra dunque nella suite di Lee e instaura subito con questi un rapporto di amicizia. Il produttore consegna a Clarence la valigetta con i 200 000 $ pattuiti. Clarence gli consegna la valigetta con la droga. Non appena la polizia sente dello scambio, accorre in camera; gli agenti Dimes e Nicholson puntano gli uomini di Lee, che non tentennano e continuano a tenere le armi spianate.
Giunta anche la mafia, i poliziotti si trovano a dover combattere su due fronti; la tregua si spezza quando Lee ustiona il volto di Elliot, scoperto che questi lo aveva tradito. La polizia, la mafia e gli uomini di Lee si sparano; il primo a morire è il produttore. Alla fine dello stallo alla messicana, l'unico rimasto in vita è l'agente Dimes, che viene ucciso da Alabama. Gli unici rimasti vivi sono Dick e Alabama e un apparentemente morto Clarence.
Le attenzioni della polizia si spostano su un mafioso che ha preso in ostaggio una donna durante la sparatoria e minaccia di ucciderla. Approfittando della distrazione, Alabama porta via dall'hotel suo marito (che se l'è cavata perdendo solo l'uso di un occhio) e insieme scappano con i soldi alla volta del Messico.
Qui, Alabama e Clarence danno alla luce un bambino, Elvis, e continuano a vivere come una famiglia felice.

## Produzione
La sceneggiatura venne scritta da Quentin Tarantino e Roger Avary, nonostante quest'ultimo sia stato poi accreditato unicamente per il soggetto. La sceneggiatura di Una vita al massimo, nelle intenzioni di Tarantino e Avary, costituiva originariamente la prima parte di un ben più corposo progetto cinematografico includente anche la sceneggiatura originale di quello che sarebbe poi divenuto il film Assassini nati, diretto da Oliver Stone nel 1994. Al di là della sua fase di scrittura, gli sceneggiatori non ebbero poi nessun altro coinvolgimento nella produzione; lo stesso Tarantino dichiarò di non aver mai assistito alle riprese del film.
Il personaggio di Clarence Worley era già presente nel primo film (incompiuto) di Quentin Tarantino, My Best Friend's Birthday, col nome di Clarence Pool. Anche il dialogo su Elvis era già presente nel film. Nella sceneggiatura originale di Tarantino e Avary, poi, Clarence moriva durante la scena finale.

### Versioni alternative
Vari sono i montaggi della pellicola, che in alcuni paesi è stata tagliata (specie nella scena della sparatoria successiva allo stallo alla messicana). L'edizione DVD a 2 dischi della Warner Home Video, uscita il 24 settembre del 2002, contiene la versione non censurata del film. Oltre ad un montaggio più lungo, l'edizione contiene nel secondo disco diverse scene tagliate, tra le quali:
- Una scena ambientata nel bagno del negozio di fumetti, durante la quale Clarence e Alabama parlano di Janis Joplin. In questa scena, la Arquette si mostra integralmente nuda.
- Una scena in cui Alabama spiega a Clarence e Dick come mai ha questo nome.
- Una scena in cui Vincenzo, in ascensore, parla dei problemi legati al traffico di droga con le sue guardie del corpo. Poco dopo, il gruppetto inizia a parlare di Clarence e Alabama e di come riuscire a prenderli.
- Il finale alternativo — presente nella sceneggiatura originale di Quentin Tarantino e Roger Avary — in cui Clarence muore e Alabama parte alla volta del Messico da sola, per poi intraprendere per un anno una carriera criminale con Mr. White, uno dei protagonisti de Le iene, diretto dallo stesso Tarantino l'anno precedente.
- Alla fine della sparatoria finale, ad uccidere Dimes non è Alabama, ma il mafioso in fin di vita che, per l'appunto poco prima, lui ed il collega avevano crivellato di colpi.

### Cast
L'attore Chris Penn, che ne Le iene aveva già interpretato il ruolo di Eddie il Bello, qui interpreta la parte del poliziotto Nicky Dimes.
Tom Sizemore fu scritturato per il ruolo di Virgil, ma l'attore chiese all'ultimo di poter interpretare un altro personaggio in modo da non dover essere costretto a girare la scena del brutale pestaggio di Alabama al motel, ottenendo dunque il ruolo dell'agente della Narcotici Cody Nicholson. La sua parte originaria andò poi ad un semi-sconosciuto James Gandolfini, in seguito famoso per l'interpretazione del boss Tony Soprano nel serial I Soprano, che dichiarò poi di essersi ispirato per la parte ad un suo amico, un sicario per conto di una cosca mafiosa.
Michael Madsen fu inizialmente considerato per il ruolo di Vincenzo Coccotti, mentre invece Liam Neeson rifiutò la parte. Tarantino voleva che il ruolo di Coccotti fosse assegnato a Robert Forster, ma, dopo una lunga serie di vicissitudini, il ruolo venne assegnato a Christopher Walken. Inoltre riteneva più adatti Robert Carradine e Joan Cusack nei ruoli dei protagonisti. Steve Buscemi fu anche considerato per il ruolo di Clarence, mentre tra le attrici considerate per il ruolo di Alabama c'erano Drew Barrymore, Bridget Fonda, Brooke Shields, Juliette Lewis, Kyra Sedgwick, Jennifer Jason Leigh, Uma Thurman e Julia Roberts.

## Distribuzione
Uscito il 10 settembre 1993 negli Stati Uniti, il film arrivò nelle sale italiane 4 mesi dopo. Tagliato in molti paesi e vietato ai minori di 18 e 14 anni, il film venne censurato anche in Italia.

### Slogan promozionali
- «Stealing, Cheating, Killing. Who said romance is dead?»
«Rubare, truffare, uccidere. Chi ha detto che il romanticismo è morto?»;
- «Not since Bonnie and Clyde have two people been so good at being bad!»
«Non esistevano due tizi così bravi a essere cattivi dai tempi di Gangster Story!»;
- «Vivi al massimo, muori giovane e lascia di te un bel cadavere».

## Colonna sonora
La colonna sonora del film, prodotta da Hans Zimmer, è composta da brani rock di diversi decenni. Hans Zimmer con il pezzo You're So Cool riprende e riarrangia un brano (Gassenhauer) di Carl Orff già usato ne La rabbia giovane.

### Tracce
1. You're So Cool (Hans Zimmer)
2. Graceland (Charlie Sexton)
3. In Dreams (John Waite)
4. Wounded Bird (Charles & Eddie)
5. I Want Your Body (Nymphomania)
6. Stars at Dawn (Hans Zimmer)
7. I Need a Heart to Come Home To (Shelby Lynne)
8. Viens Mallika sous le dome (Léo Delibes)
9. (Love Is) The Tender Trap (Robert Palmer)
10. Outshined (Soundgarden)
11. Amid the Chaos of the Day (Hans Zimmer)
12. Two Hearts (Chris Isaak)

### Tracce non incluse
Nel film sono incluse altre tracce, le quali non figurano nella colonna sonora ufficiale:
1. White Wedding (Billy Idol)
2. Skinny (They Can't Get Enough) (The Skinny Boys)
3. Heartbreak Hotel (Val Kilmer)
4. Chantilly Lace (The Big Bopper)
5. The Other Side (Aerosmith)
6. Everybody Loves Somebody (Jerry Del Monico)
7. Will You Love Me Tomorrow (The Shirelles)
8. Raga Yaman (Clem Alford)
9. A Little Bitty Tear (Burl Ives)
10. Learnin' the Blues (Jerry Del Monico)
11. Duetto dei fiori (Léo Delibes)